# Normaalschool van Lier

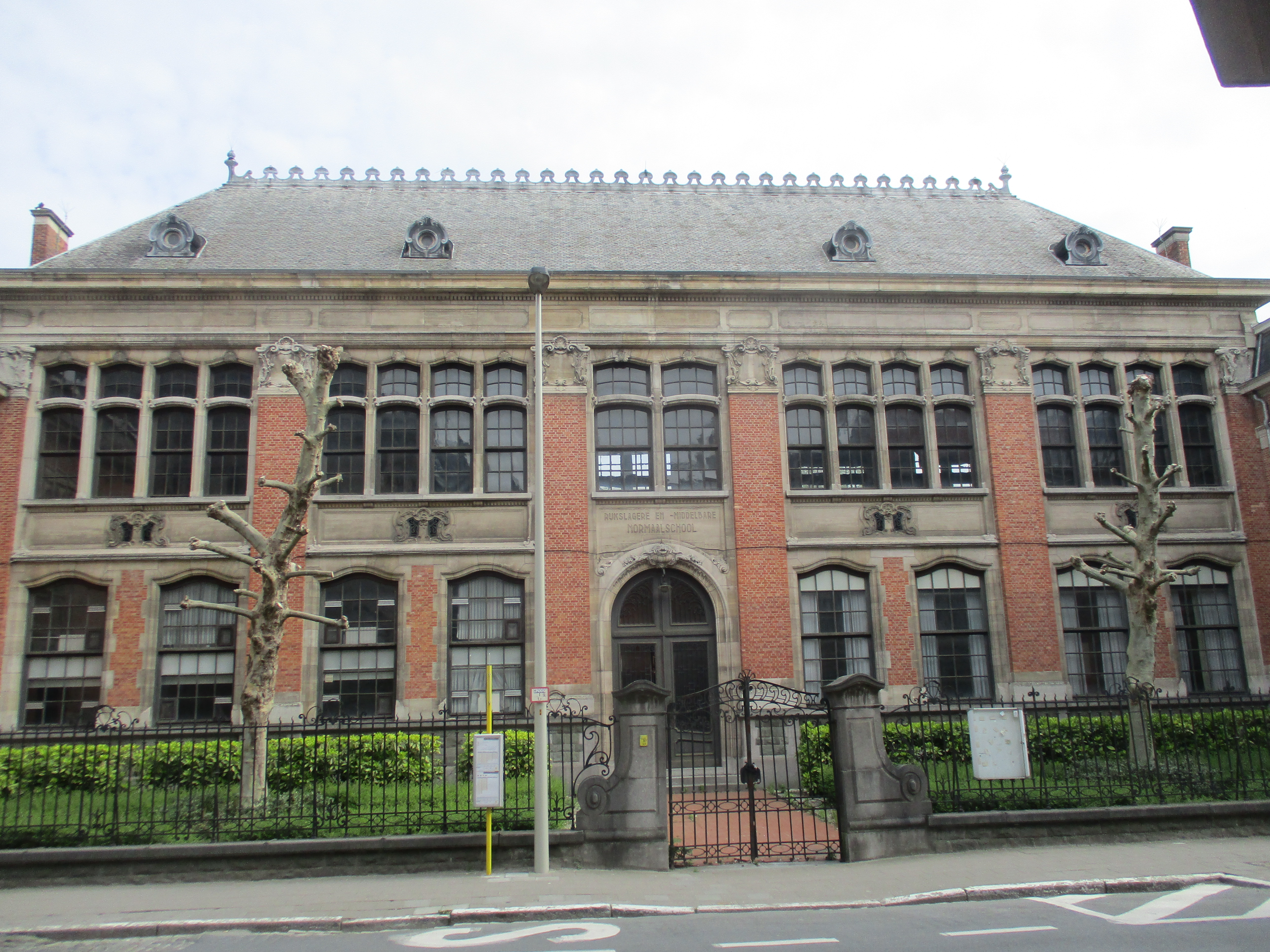
Normaalschool Lier anno 2020

De Normaalschool van Lier was de eerste Vlaamse normaalschool. Ze werd in 1816 opgericht door koning Willem I tijdens het Nederlandse bewind als Rijkskweekschool. Na de Belgische omwenteling van 1830 werd ze tijdelijk gesloten, maar in 1843 terug opgericht als opleidingsinstituut voor onderwijzers, ditmaal onder leiding van de katholieke kerk. Na de schoolstrijd van 1878 werd ze een instrument ter verdediging van het rijksonderwijs in Vlaanderen. Na de hervorming van het hoger onderwijs in Vlaanderen van 1995 was het een vestigingsplaats van de Artesis Hogeschool Antwerpen. Gezien de verouderde infrastructuur sloot de school in 2012 de deuren.

## Geschiedenis

### De Nederlandse periode
Het eerste schooljaar startte eind 1817 na de benoeming van "directeur-onderwijzer" Bernard Schreuder (°Amsterdam 1787), die een rooms-katholieke achtergrond had. Hij had de moeilijke taak om in de pas opgerichte kweekschool onderwijs te organiseren, zowel naar inhoud, als naar materiële omkadering. Hij was niet alleen directeur, maar gaf ook zelf les, zowel aan de kweekschool, als aan de "oefenschool" die eraan verbonden was. Koning Willem had de Rijkskweekschool in Lier samen met die van Haarlem opgericht om in "het hele rijk" het Nederlandstalig onderwijs naar een hoger kwaliteitsniveau op te tillen. In Lier studeerden dus niet alleen Vlamingen, maar ook kandidaten uit andere delen van Nederland en ook uit Wallonië en Luxemburg. De school kende een grote bloei. Er werden niet alleen onderwijzers gevormd, zo'n 30 per jaar, de school stond ook in voor de "bijscholing" van reeds actieve onderwijzers zonder officieel diploma. 
Door het werk van de "kwekelingen" (onderwijzers in opleiding) in de omliggende lagere scholen, werd het niveau ook daar sterk verhoogd, want de leerlingen kregen extra instructie. Zo werden meerdere jaargangen Nederlandstalige intellectuelen in Vlaanderen gevormd. Jan Frans Willems is daarvan het type-voorbeeld. Zij hielden na de Belgische onafhankelijkheid en de daarmee gepaard gaande verfransing het Nederlands als taal in België levend, en vormden een belangrijke schakel in de Vlaamse ontvoogding.

### Van 1830 tot de Eerste Wereldoorlog
Bij de Belgische onafhankelijkheid werd de school gesloten. Uit reactie tegen de Nederlandse staatsinmenging werd de (totale) vrijheid van onderwijs ingeschreven in de Belgische grondwet. Er ontstonden dus tal van onderwijsinitiatieven, voornamelijk vanuit de katholieke kerk. Het parochiaal onderwijs werd uitgebreid en er werden bisschoppelijke normaalscholen opgericht. Door de onderwijswet van 1842 nam het aantal lagere scholen toe, en werd er ook een net van gemeentelijk scholen opgericht. Daarom besliste de regering de rijksnormaalschool van Lier terug te openen om in de (eigen) vorming van onderwijzers te voorzien. De stad Lier werd bereid gevonden in te staan voor de gebouwen.
In 1843 werd Philip De Coster tot directeur benoemd. Deze priester was leraar aan het kleinseminarie van Mechelen. Hij was eerder theoretisch-pedagogisch onderlegd, auteur van een "methode voor leesonderricht" en leidde de school tot 1856. De school werd verder geleid door priesters, omdat men de "morele" vorming van toekomstige onderwijzers erg belangrijk vond. In de praktijk was het ook moeilijk om (hoog-)opgeleide pedagogisch gevormde directeurs buiten de kerk te vinden.
De wet op het lager onderwijs – de Wet Van Humbeeck – van 1879 bracht daarin grote verandering. De wet richtte in feite een anti-katholiek onderwijsnet op in de Belgische gemeenten. De periode van de priester-directeurs in de normaalschool was achter de rug; ook de examencommissies zouden er voortaan uit leken samengesteld zijn. Na de periode (sinds 1842) waar de onderwijzer een "vrome volksopvoeder" moest zijn, werd moest hij nu een "burgerlijk-gelaïciseerde en wetenschappelijk gevormde volksopvoeder" zijn. De cursus godsdienst kwam er niet meer op de lessenrooster voor. In plaats daarvan kwam een cursus (niet-confessionele) moraal, bij voorkeur door de directeur van de instelling te onderwijzen.
Het rijksmonopolie van de onderwijzersopleiding zou echter slechts een kort leven beschoren zijn: de katholieke regering van 1884 trof de nodige maatregelen om de gediplomeerden van de katholieke normaalscholen ook een wettelijk erkend diploma te verlenen.
In 1896 werd de opleidingsduur met één jaar verlengd, dus tot 4 leerjaren. Dit was nodig omdat de leerplannen steeds uitgebreider werden, onder meer door de toevoeging van enkele nieuwe vakken: Frans, hygiëne, elementaire kennis van natuurwetenschappen, maar ook kennismaking met recht en boekhouden. De reeds bestaande gewoonte van sport en behendigheid onder de normalisten te bevorderen werd een heus vak: gymnastiek. Tevens werd de toelatingsleeftijd verlaagd naar 15 jaar, zodat de normaalschool kon aansluiten, als extra vormingskans voor lagere schoolverlaters.
Het doel in de Normaalschool van Lier bleef echter: een onderwijzerstype te vormen dat zich kenmerkt door vakbekwaamheid en didactische knowhow, gestoeld op “morele percepten, plichtsbesef, liefde voor het vaderland, respect voor de nationale instellingen en verknochtheid aan de grondwettelijke vrijheden”.

### Het interbellum
De school werd tijdens de Eerste Wereldoorlog verwoest. Dit was een kans om een geheel nieuwe, moderne en grotere school op te richten (rijkelijk gefinancierd uit de Duitse "oorlogsschade"-vergoeding). Het werd een groot complex rond een centrale speelplaats. Een monumentale gevel aan de straatzijde (Berlaarse straat) in neobarokke stijl en een heus zwembad in art deco.
De school kende een grote bloei naar aantal leerlingen en naar uitstraling. Men hechtte veel belang aan de pedagogische vaardigheden, maar vooral aan een verzorgde Nederlandse omgangstaal. Voor die tijd moderne "studiereizen" ging daarom dikwijls naar Nederlandse zusterinstellingen. Ook uitwisselingsprojecten met Nederlandse scholen werden toen reeds georganiseerd

### Na de Tweede Wereldoorlog
In de schoolstrijd van de jaren 1950-1955 (wet Collard) werd de Lierse normaalschool een belangrijke schakel. Zij moest immers voldoende afgestudeerden leveren voor het uitbreiden van het Rijksonderwijs. Om die reden werd ook een "middelbare afdeling" (opleidend tot regent) gestart.
Onder de leiding van de ("legendarische") directeur Renaat Merecy werd de school verder uitgebouwd. Het 150-jarig (1967) bestaan van de school werd door hem uitgebreid in het licht gesteld, onder meer door een krans te gaan neerleggen op het graf van Koning Willem in de Nieuwe Kerk.  
Toen in 1970 het normaalonderwijs werd omgevormd tot hoger onderwijs van het "korte type", liep het aantal studenten van het secundair onderwijs terug. Ook het aantal internen liep sterk terug.
Aan de Lierse normaalschool worden sindsdien leerkrachten kleuteronderwijs, lager onderwijs en secundair onderwijs (zowel regent algemene vakken als, technisch regenten) opgeleid. Lier werd in 1995 als campus een vestigingsplaats van de Autonome Hogeschool Antwerpen en maakt deel uit van het departement bedrijfskunde, lerarenopleiding en sociaal werk. De gebouwen worden ook gebruikt voor de opleiding Bachelor Dans.
De laatste vereniging actief op de campus Lier was het V.O.K. (Vlaamse Onderwijs Kring).

### Sluiting in 2012
Op 24 april 2012 kreeg de school zijn verdict te horen. De hogeschool Artesis besliste om de hele leerkrachtenopleiding met name: Kleuter- Lager- en Technisch-secundaironderwijs, gevestigd op de campus Lier, te verhuizen naar Antwerpen. Hiermee kwam er een einde aan het 195-jarig bestaan van de Rijksnormaalschool te Lier. De voornaamste reden hiervoor was dat de school zijn infrastructuur te verouderd geworden was om nog rendabel te zijn, de hoge plafonds en de met de handgemaakte enkelzijdige glasramen maakte het erg kostelijk om de gebouwen te verwarmen. Bovendien werd reeds in 2005 verteld, na een deskundig onderzoek, dat de buizen van de verwarmingsinstallatie het nog hoogstens 5 jaar zouden uithouden. Hier werd echter niet op ingespeeld door de hogeschool. De school sloot in 2012.